# Mesías Ramos Cueva
Mesías Esteban Ramos Cueva (Chilia, 26 de diciembre de 1969) es un ingeniero agrícola y político peruano. Fue Alcalde provincial de Pataz entre 2011 y 2014.
Nació en Chilia, Perú, el 26 de diciembre de 1969, hijo de Antolín Ramos Saldaña y Agripina Cueva Bocanegra. Cursó sus estudios primarios en la localidad de Tayabamba y los secundarios en la ciudad de Huamachuco. Entre 1995 y 1999 cursó estudios superiores de ingeniería agrícola en la Universidad Nacional de Trujillo.
Su primera participación política se dio en las elecciones municipales del 2002 cuando fue candidato a la alcaldía del distrito de Chillia por el partido Renacimiento Andino sin obtener la representación. Luego tentó como candidato de Alianza para el Progreso la Alcaldía provincial de Pataz en las elecciones municipales del 2006, del 2010 y del 2014 siendo elegido sólo el 2010. En las elecciones regionales del 2018 fue candidato de Somos Perú a la gobernaduría regional de La Libertad sin éxito. Para las elecciones congresales extraordinarias del 2020 fue candidato al congreso por el departamento de La Libertad encabezando la lista regional del Partido Democrático Somos Perú a pesar de que se hizo público la existencia de una sentencia en su contra por deuda alimentaria. No obtuvo la elección.